# رازین
رازین روستایی است از توابع بخش مرکزی شهرستان ساوه در استان مرکزی ایران.

## جمعیت
این روستا در دهستان شاهسونکندی قرار دارد و براساس سرشماری مرکز آمار ایران در سال ۱۳۹۵، جمعیت آن ۲۵۷ نفر (۸۲ خانوار) است.